# Гагарин, Лев Николаевич
Князь Лев Николаевич Гагарин (3 [15] сентября 1828, Москва — 22 июля 1868, Бад-Ишль, Верхняя Австрия) — московский губернский предводитель дворянства из княжеского рода Гагариных.

## Биография
Родился 3 (15) сентября 1828 года в Москве, рано лишился родителей — Николая Сергеевича и Марии Алексеевны — и жил у бабушки по матери, графини Анны Бобринской.
Один год учился в Петербургском университете. В декабре 1847 года поступил на службу в Министерство иностранных дел, а в феврале 1852 года был причислен к Министерству внутренних дел, откуда был уволен за штат в 1855 году. В этом же году определился в дружину № 109 Государственного ополчения с переименованием в подпоручики; 1 октября 1856 года был переведён в лейб-гвардии стрелковый Императорской фамилии батальон и назначен батальонным адъютантом. 28 ноября того же года награждён орденом св. Станислава 3-й степени; 7 апреля 1857 года произведён в поручики. 30 ноября 1857 года уволен от военной службы.
В 1858 году дворянством Серпуховского уезда был избран членом Московского губернского комитета об улучшении быта помещичьих крестьян; 24 марта 1859 года — почётным попечителем московских гимназий и в этом же году назначен членом попечительного совета учреждений общественного призрения и попечителем московского сиротского дома (попечительства продолжались до 1862 года). Пожалован в камер-юнкеры 30 августа 1860 года.
С 20 декабря 1860 года он — член московского губернского по крестьянским делам присутствия; с 1862 года — московский губернский предводитель дворянства. В это время вводились новое городовое положение, земство, новые суды и он с необыкновенным тактом руководил общественными собраниями. Он имел большое состояние, но его дом на Новинском бульваре (№ 20) отличался комфортом без излишней роскоши; он много участвовал в делах благотворительности,
С 30 августа 1862 года Л. Н. Гагарин — в звании камергера; с 26 августа 1864 года — действительный статский советник. Был пожалован орденом Св. Станислава 1-й степени и придворным званием «в должности гофмейстера».
В 1861 году князь Гагарин женился на известной петербургской балерине Анне Ивановне Прихуновой. Супруги имели единственного сына Владимира (родился 4 ноября 1861 года[уточнить]).
Летом 1868 года Л. Н. Гагарин с женой и сыном отправились за границу, в Бад-Ишль; здесь 22 июля[по какому календарю?] он с сыном и его воспитателем гулял по сухому дну ручья, но неожиданно были открыты шлюзы; воспитателю удалось спастись, а Гагарины утонули. Отпевание состоялось в Посольской церкви, похоронены были оба в Петербурге на кладбище Александро-Невской лавры.